# Ma Liang
Ma Liang (馬良), Großjährigkeitsname Jichang (季常; auch genannt Bomei 白眉 „Weiße Augenbrauen“; † 222) war ein Ratgeber von Liu Bei, dem ersten Kaiser der Shu Han.
Ma Liang wurde als ältester von fünf Brüdern in Yichang geboren. Er schloss sich Liu Bei an, als er in die Stadt Xinye zog. In Liu Beis Diensten freundete sich Ma Liang bald mit dem Minister Zhuge Liang an. Nachdem Liu Bei 215 Shu eingenommen hatte, wurde Ma Liang ein Ratgeber des berühmten Generals Guan Yu. Er wurde außerdem zum „Linken General“ (左將軍掾) ernannt.
Wie Zhuge Liang war auch Ma Liang ein Befürworter der Beziehungen zur Wu-Dynastie. Er wurde oft als Botschafter zu Sun Quan gesandt und von diesem hochgeachtet. Nachdem Liu Bei sich 221 zum Kaiser erklärt hatte, wurde Ma Liang Palastaufseher. Er nahm im nächsten Jahr am Feldzug gegen Wu teil und erreichte die Gefolgschaft der barbarischen Stämme zwischen den „Fünf Strömen“ (五溪蠻夷). Ma Liang fiel dann aber in der Schlacht von Yiling.
Sein Sohn wurde später Oberkommandant der Kavallerie (騎都尉).
| Personendaten    | Personendaten                                                                                         |
| ---------------- | --- |
| NAME             | Ma Liang                                                                                              |
| ALTERNATIVNAMEN  | Jichang (stilisiert); 季常 (stilisiert); Bomei (auch genannt); 白眉 (auch genannt, weiße Augenbrauen) |
| KURZBESCHREIBUNG | chinesischer kaiserlicher Ratgeber                                                                    |
| GEBURTSDATUM     | 2. Jahrhundert                                                                                        |
| STERBEDATUM      | 222                                                                                                   |